# 武藤泰明
武藤 泰明（むとう やすあき、1955年 - ）は、早稲田大学スポーツ科学学術院の教授であり、マネジメント・スポーツマネジメントを専門としている。

## 経歴
1974年に栄光学園高等学校を卒業後、同年に東京大学に入学。1978年東京大学教育学部卒業、1980年に東京大学大学院教育学研究科の修士課程を修了し、同年に株式会社三菱総合研究所に入社する。
2006年3月に同社を退職（退職当時は主席研究員であった）し、同年4月に早稲田大学教授となり、現在に至る。2016年より大学院スポーツ科学研究科長（～2020年9月）、2018年より学校法人早稲田大学評議員。
独立行政法人鉄道建設・運輸施設整備支援機構特別顧問、（特非）日本ファイナンシャル・プランナーズ協会常務理事等も務める。元日本プロサッカーリーグ理事・経営諮問委員長。

## 単独著作
- 『スポーツの資金と財務』大修館書店, 2014年
- 『プロスポーツクラブのマネジメント = The Management of Professional Sport Organizations : 戦略の策定から実行まで 第2版』 東洋経済新報社, 2013年
- 『大相撲のマネジメント = MANAGEMENT OF GRAND SUMO : その実力と課題』東洋経済新報社, 2012年
- 『ビジュアル経営の基本 第3版 (日経文庫 ; 1915)』日本経済新聞出版社, 2010年
- 『未来予測の技法 : リスクとチャンスをロジカルに読み解く (PHP business hardcover)』PHP研究所, 2009年
- 『スポーツファイナンス』大修館書店、2008年
- 『持株会社経営の実際（改訂2版）』日本経済新聞出版社、2007年
- 『マネジメントの最新知識』PHP研究所、2007年
- 『人手不足時代の人事戦略』日本能率協会マネジメントセンター、2006年
- 『プロスポーツクラブのマネジメント』東洋経済新報社、2006年
- 『ファンド資本主義とは何か-投資の論理と企業社会への衝撃』東洋経済新報社、2005年
- 『持株会社経営の実際』日本経済新聞社、2003年
- 『ほんとうにわかる経営戦略』PHP研究所、2003年
- 『経営の基本（改訂新版）』日本経済新聞社、2002年
- 『グループ経営7つの新常識』中央経済社、2002年
- 『NPOの一歩進んだ経営』中央経済社、2002年
- 『ぜったいわかる！経営のしくみ』PHP研究所、2001年
- 『Q&A経営100の常識』日本経済新聞社、2001年
- 『ITマネジメント戦略』PHP研究所、2000年
- 『これからの経営』PHP研究所、2000年
- 『持ち株会社のすべて』日本経済新聞社、1997年
- 『最適の企業形態』中経出版、1996年
- 『他社に勝つ人事』中経出版、1996年
- 『経営の基本』日本経済新聞社、1994年
- 『新・管理職論』中経出版、1993年
- 『中高年大量起用の発想』中経出版、1991年

## 編著・監修
- 『プロ野球ビジネスのダイバーシティ戦略 = More Than Grassroots Baseball How Independent Leagues Promote Diversity in Yakyu : 改革は辺境から。地域化と多様化と独立リーグと』PHPエディターズ・グループ, 2019年
- 『経営用語辞典』日本経済新聞社、2006年
- 『アウトソーシング実践ノウハウ集』日本能率協会、2000年

## 共著
- 『これからのスポーツガバナンス』創文企画、2020年〈早稲田大学スポーツナレッジ研究会 編〉
- 『スポーツと地方創生』創文企画、2019年〈早稲田大学スポーツナレッジ研究会 編〉
- 『スポーツ・エクセレンス』創文企画、2018年〈早稲田大学スポーツナレッジ研究会 編〉
- 『スタジアムとアリーナのマネジメント」創文企画、2017年〈早稲田大学スポーツナレッジ研究会 編〉
- 『スポーツ白書2017』笹川スポーツ財団、2017年〈武藤泰明、原田宗彦、間野義之、他〉
- 『スポーツ・ファン・マネジメント』創文企画, 2016年〈早稲田大学スポーツナレッジ研究会 編〉
- 『企業スポーツの現状と展望』創文企画, 2016年〈笹川スポーツ財団 編〉
- 『スポーツ産業論 第6版』杏林書院, 2015年〈原田宗彦 編著、武藤泰明、他〉
- 『スポーツリテラシー = SPORTS LITERACY』創文企画, 2015年〈早稲田大学スポーツナレッジ研究会 編〉
- 『グローバル・スポーツの課題と展望』創文企画, 2014年〈早稲田大学スポーツナレッジ研究会 編〉
- 『スポーツマネジメント : 教育の課題と展望』創文企画, 2013年〈早稲田大学スポーツナレッジ研究会 編〉
- 『諸外国から学ぶスポーツ基本法 : 日本が目指すスポーツ政策 改訂版』笹川スポーツ財団, 2010年
- 『スポーツマネジメントを科学する : 日本スポーツマネジメント学会セミナー講演録』創文企画, 2010年《日本スポーツマネジメント学会 編》
- 『スポーツ産業論（第4版）』杏林書院、2007年〈原田宗彦（編）、武藤泰明、他〉
- 『スポーツ白書』笹川スポーツ財団、2006年〈武藤泰明、原田宗彦、間野義之、他〉
- 『恐慌前夜』東洋経済新報社、2003年〈高橋乗宣、武藤泰明〉
- 『勝ち組企業の選択力』PHP研究所、2003年〈佐藤公久、武藤泰明、他〉
- 『オープン・リソーセス経営』経済界、2000年〈牧野 昇、武藤泰明〉
- 『新・雇用革命』経済界、1999年〈牧野 昇、武藤泰明〉
- 『サプライチェーン・マネジメント革命』経済界、1999年〈牧野 昇、武藤泰明、ほか〉
- 『ファイナンシャル・プランナーの基礎知識』ダイヤモンド社、1999年〈牧野 昇、武藤泰明〉
- 『加速的に成長する4大市場を読む』中経出版、1998年〈武藤泰明、ほか〉
- 『アウトソーシング経営革命』経済界、1998年〈牧野 昇、武藤泰明、ほか〉
- 『持株会社の法律実務』新日本法規出版、1998年〈伊従 寛、武藤泰明、ほか〉
- 『持株会社の原理と経営戦略』ダイヤモンド社、1996年〈ダイヤモンド・ハーバード・ビジネス編、宮内義彦、米倉誠一郎、武藤泰明、ほか〉
- 『キャリア創造大転換』ダイヤモンド社、1995年〈ダイヤモンド・ハーバード・ビジネス編、花田光世、武藤泰明、高橋俊介、石倉洋子、ほか〉
- 『日本の人口問題』日本経済新聞社、1992年〈木村文勝、武藤泰明 〉
- 『日本経済がつまずく時』PHP研究所、1990年〈佐藤公久、木村文勝、武藤泰明〉